# Siedmioszpar plamisty
Siedmioszpar plamisty (Notorynchus cepedianus) – gatunek drapieżnego rekina z rodziny sześcioszparowatych (Hexanchidae). Jedyny współcześnie żyjący przedstawiciel rodzaju Notorynchus. 

## Opis
Jedna, mała płetwa grzbietowa w tylnej części tułowia, płetwa odbytowa bardzo mała, długi ogon z niezbyt dużą płetwą ogonową. Siedem szpar skrzelowych. Barwa  srebrzystoszara, brzuch jasny. 

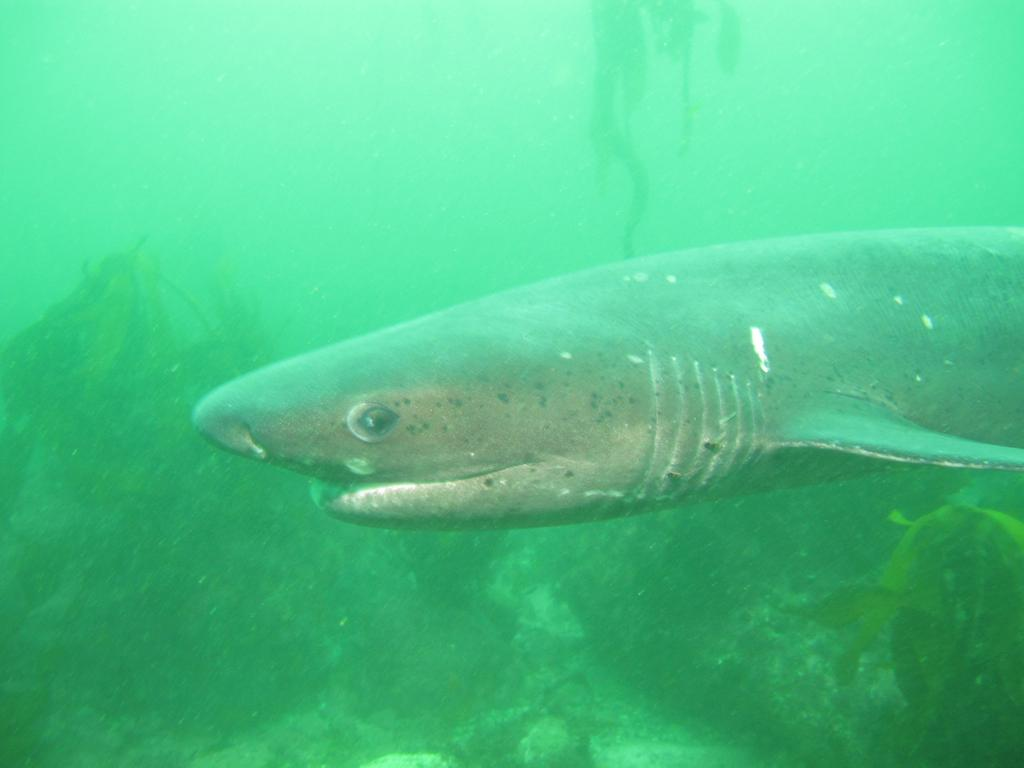
Głowa siedmioszpara plamistego

## Wielkość
Do 2,4 m samice (sporadycznie do 3 m), samce do 1,9 m; dymorfizm płciowy pod względem wielkości wyraźny. 

## Występowanie
Wody przybrzeżne strefy tropikalnej do umiarkowanej wszystkich kontynentów, z wyjątkiem Europy i północnego Oceanu Atlantyckiego, także przy większych wyspach oceanicznych. Nie występuje w wodach polarnych.  

## Pokarm
Głównie ryby, rzadziej morskie stawonogi, np. kraby, a także, choć rzadko foki. 

## Środowisko
Głównie płytkie morskie wody przybrzeżne, od powierzchniowych do głębokości 135 m, zasiedla też wody półsłodkie (estuaria). 

## Rozmnażanie
Jajożyworodne, samica rodzi do 82 młodych; kopulacja latem lub wiosną. 

## Ataki na ludzi
Sporadycznie atakuje ludzi.